# Astragalus buschiorum
Astragalus buschiorum — вид квіткових рослин з родини бобових (Fabaceae). Ареал охоплює такі країни: Північна Осетія.

## Середовище
Це багаторічна трав'яниста рослина, що росте на скелях. Висота 1000–2600 метрів. Немає відомих серйозних загроз для цього виду.